# ويليام روس
ويليام روس (بالإنجليزية: William Ross )‏ (و. 1824 – 1912 م) هو سياسي، من كندا، كان عضوًا في حزب الأحرار الكندي، توفي في أوتوا، عن عمر يناهز 88 عاماً.

## مناصب
تولى منصب عضو مجلس العموم الكندي، وعضو مجلس نواب نوفا سكوتيا، وعضو مجلس الشيوخ الكندي.